# 마르틴 크릴레
마르틴 크릴레(Martin Kriele, 1931년 1월 19일 ~ )는 독일의 법학자이다.
프라이부르크 대학교와 뮌스터 대학교, 본 대학교에서 법학과 철학을 공부하였다. 행정법학자이자 법철학자인 한스 율리우스 볼프(Hans Julius Wolff)와 헤겔 연구의 거장 요아힘 리터(Joachim Ritter)의 영향을 크게 받은 그는. 뮌스터 대학교에서 볼프의 조교로 있으면서 박사학위 논문 〈정의의 기준〉(독일어: Kriterien der Gerechtigkeit)을 통해 법철학의 지배적 조류가 된 상대주의를 다루었다. 그는 구체적인 판결과 결정이 그때 그때마다 ‘더욱 기본적인 이익’의 관점에서 일반적인 원리와 그 결과의 형량을 지향해야 한다는 것을 논증하고, 법관의 판결과 입법자의 결정은 어느정도까지 정의의 관점에서 논의될 수 있는가를 논하였다.
박사학위를 취득한 뒤 독일학술재단의 지원을 통해 미국 예일 대학교 로스쿨에서 연구하고, 귀국해 1966년에 뮌스터 대학교에서 교수자격을 취득했다.
1967년에 언스트 본 히펠(Ernst von Hippel) 교수의 후임으로 쾰른 대학교 교수가 되었다. 1968년부터 루돌프 게르하르트(Rudolf Gerhardt)와 함께 독일의 유일한 법정책학 전문지 《법정책학지》(독일어: Zeitschrift für Rechtspolitik)를 간행하고 있다. 1977년부터는 노르트라인베스트팔렌주 헌법재판소 재판관직을 맡고 있다.

## 주요 저작
《민주적 헌정 국가의 역사적 전개》(독일어: Einführung in die Staatslehre, 국순옥 역, 1983년.)는 그의 대표 저작으로 꼽는 책이다. 민주적 헌정 국가의 역사적 전개 과정을 국가(평화), 권력분립적 헌법 국가(자유), 민주주의(정의)의 세 단계로 나누어 그 법철학적 배경을 설명하고 있다.
그의 제자인 대한민국의 홍성방은 《민주주의 세계혁명 : 자유는 왜 관철되는가》(독일어: Die demokratische Weltrevolution : warum sich d. Freiheit durchsetzen wird, 1988년, 역 1990년)와 《법과 실천이성》(독일어: Recht und praktische Vernunft, 1979년, 역 1992년), 《법발견론》(독일어: Theorie der Rechtsgewinnung, 1976년, 역 1995년), 《해방과 정치 계몽주의 : 인간의 존엄에 대한 변론》(독일어: Befreiung und politische Aufklärung : Plädoyer für d. Würde d. Menschen, 1986년, 역 1988년), 《헌법국가의 도전》(독일어: Die Herausforderung des Verfassungsstaates : Hobbes u. engl. Juristen, 1970년, 역 2007년) 등을 한국어로 소개한 바 있다.